# Władcy Czech

## Legendarni władcy Czech

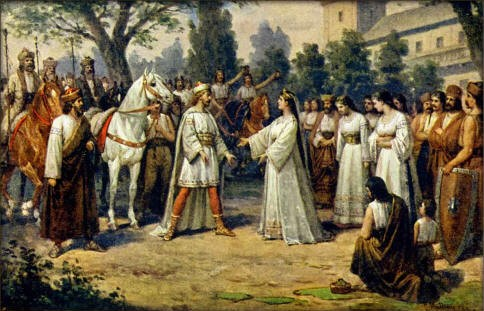
Josef Mathauser Przemysł i Libusza (pośrodku)

- Czech
- Krok
- Przemysł Oracz i Libusza
- Niezamysł
- Mnata
- Wojen
- Unisław
- Krzesomysł
- Neklan
- Gościwit

## Książęta Czech

### Przemyślidzi
| Lp. | Imię                  |          | Lata życia  | Lata życia  | Czas rządów | Czas rządów | Rodzice                      |
| Lp. | Imię                  | urodzony | zmarł       | od          | do          |             | Rodzice                      |
| --- | --------------------- | -------- | ----------- | ----------- | ----------- | ----------- | ---------------------------- |
| 1   | Borzywoj I Bořivoj I. |          | 852/853 (?) | 888/889 (?) | 872 (?)     | 883 (?)     | Gościwit (książę czeski) ??? |
| 2   | Strojmir Strojmír     |          | ?           | po 885      | 883 (?)     | 885 (?)     | ?                            |
| (1) | Borzywoj I Bořivoj I. |          | 852/853     | 888/890     | 885 (?)     | 889 (?)     | Gościwit (książę czeski) ??? |

### Mojmirowice
| Lp. | Imię                      |          | Lata życia | Lata życia | Czas rządów | Czas rządów | Rodzice |
| Lp. | Imię                      | urodzony | zmarł      | od         | do          |             | Rodzice |
| --- | ------------------------- | -------- | ---------- | ---------- | ----------- | ----------- | ------- |
| 3   | Świętopełk I Svatopluk I. |          | ok. 840    | 894        | 890         | 894         | ?       |

### Przemyślidzi
| Lp. | Imię                                     |          | Lata życia    | Lata życia                     | Czas rządów     | Czas rządów     | Rodzice                                   |
| Lp. | Imię                                     | urodzony | zmarł         | od                             | do              |                 | Rodzice                                   |
| --- | ---------------------------------------- | -------- | ------------- | ------------------------------ | --------------- | --------------- | ----------------------------------------- |
| 4   | Spitygniew I Spytihněv I.                |          | 875           | 915                            | 894             | 915             | Borzywoj I Święta Ludmiła                 |
| 5   | Wratysław I Vratislav I.                 |          | ok. 888       | 13 lutego 921                  | 915             | 921             | Borzywoj I Święta Ludmiła                 |
| 6   | Wacław I Święty Svatý Václav             |          | ok. 907 Praga | 28 września 935 Stará Boleslav | 921             | 28 września 935 | Wratysław I Drahomira                     |
| 7   | Bolesław I Srogi Boleslav I. Ukrutný     |          | ok. 915       | 15 czerwca 972                 | 935             | 15 czerwca 972  | Wratysław I Drahomira                     |
| 8   | Bolesław II Pobożny Boleslav II. Pobožný |          | 932 (?)       | 7 lutego 999                   | 972             | 7 lutego 999    | Bolesław I Okrutny Biagota (?)            |
| 9   | Bolesław III Rudy Boleslav III. Ryšavý   |          | ok. 965       | 1034/1037                      | 999             | 1002 (Usunięty) | Bolesław II Pobożny Emma (księżna czeska) |
| 10  | Władywoj Vladivoj                        |          | ?             | styczeń 1003                   | 1002            | 1003            | ?                                         |
| 11  | Jaromir Jaromír                          |          | ?             | 4 listopada 1035               | 1003 (Usunięty) | 1003 (Usunięty) | Bolesław II Pobożny Emma (księżna czeska) |
| (9) | Bolesław III Rudy Boleslav III. Ryšavý   |          | ok. 965       | 1034/1037                      | 1003 (Usunięty) | 1003 (Usunięty) | Bolesław II Pobożny Emma (księżna czeska) |

### Piastowie
| Lp. | Imię                                     |          | Lata życia | Lata życia      | Czas rządów | Czas rządów            | Rodzice                        |
| Lp. | Imię                                     | urodzony | zmarł      | od              | do          |                        | Rodzice                        |
| --- | ---------------------------------------- | -------- | ---------- | --------------- | ----------- | ---------------------- | ------------------------------ |
| 12  | Bolesław IV Chrobry Boleslav IV. Chrabrý |          | 967        | 17 czerwca 1025 | wiosna 1003 | jesień 1004 (Usunięty) | Mieszko I Dobrawa Przemyślidka |

### Przemyślidzi
| Lp.  | Imię                                         |          | Lata życia              | Lata życia               | Czas rządów                                      | Czas rządów                            | Rodzice                                     |
| Lp.  | Imię                                         | urodzony | zmarł                   | od                       | do                                               |                                        | Rodzice                                     |
| ---- | -------------------------------------------- | -------- | ----------------------- | ------------------------ | ------------------------------------------------ | -------------------------------------- | ------------------------------------------- |
| (11) | Jaromir Jaromír                              |          | ?                       | 4 listopada 1035         | jesień 1004                                      | wiosna 1012 (Usunięty)                 | Bolesław II Pobożny Emma (księżna czeska)   |
| 13   | Oldrzych Oldřich                             |          | ok. 975                 | 9 listopada 1034 Praga   | wiosna 1012                                      | jesień 1033 (Usunięty)                 | Bolesław II Pobożny Emma (księżna czeska)   |
| (11) | Jaromir Jaromír                              |          | ?                       | 4 listopada 1035         | jesień 1033                                      | wiosna 1034 (Usunięty)                 | Bolesław II Pobożny Emma (księżna czeska)   |
| (13) | Oldrzych Oldřich                             |          | ok. 975                 | 9 listopada 1034 Praga   | od wiosny – do jesieni 1034                      | od wiosny – do jesieni 1034            | Bolesław II Pobożny Emma (księżna czeska)   |
| 14   | Brzetysław I Břetislav I.                    |          | ok. 1005                | 10 stycznia 1055 Chrudim | jesień 1034                                      | 10 stycznia 1055                       | Oldrzych Bożena (księżna czeska)            |
| 15   | Spitygniew II Spytihněv II.                  |          | 1031                    | 28 stycznia 1061         | 10 stycznia 1055                                 | 28 stycznia 1061                       | Brzetysław I Judyta ze Schweinfurtu         |
| 16   | Wratysław II Vratislav II.                   |          | 1032/1035               | 14 stycznia 1092         | 28 stycznia 1061 (Król Czech od 15 czerwca 1085) | 14 stycznia 1092                       | Brzetysław I Judyta ze Schweinfurtu         |
| 17   | Konrad I Brneński Konrád I. Brněnský         |          | ok. 1035                | 6 września 1092 Praga    | 14 stycznia – 6 września 1092                    | 14 stycznia – 6 września 1092          | Brzetysław I Judyta ze Schweinfurtu         |
| 18   | Brzetysław II Břetislav II.                  |          | ok. 1060                | 22 grudnia 1100 Zbečno   | 14 września 1092                                 | 22 grudnia 1100                        | Wratysław II Adelajda węgierska             |
| 19   | Borzywoj II Bořivoj II.                      |          | ok. 1064                | 2 lutego 1124            | 25 grudnia 1100                                  | maj 1107 (Usunięty)                    | Wratysław II Świętosława Swatawa            |
| 20   | Świętopełk Svatopluk Olomoucký               |          | ok. 1075                | 21 września 1109         | 14 maja1107                                      | 21 września 1109                       | Otto I Piękny Eufemia                       |
| 21   | Władysław I Vladislav I.                     |          | ok. 1070                | 12 kwietnia 1125         | październik 1109                                 | grudzień 1117 (Usunięty)               | Wratysław II Świętosława Swatawa            |
| (19) | Borzywoj II Bořivoj II.                      |          | ok. 1064                | 2 lutego 1124            | grudzień 1117                                    | 16 sierpnia 1120                       | Wratysław II Świętosława Swatawa            |
| (21) | Władysław I Vladislav I.                     |          | ok. 1070                | 12 kwietnia 1125         | 16 sierpnia 1120                                 | 12 kwietnia 1125                       | Wratysław II Świętosława Swatawa            |
| 22   | Sobiesław I Soběslav I.                      |          | ok. 1090                | 14 lutego 1140 Hostinné  | 12 kwietnia 1125                                 | 14 lutego 1140                         | Wratysław II Świętosława Swatawa            |
| 23   | Władysław II Vladislav II.                   |          | 1110                    | 18 stycznia 1174 Meerane | 14 lutego 1140 (Król Czech od 11 stycznia 1158)  | pod koniec 1172                        | Władysław I Przemyślida Rycheza z Bergu     |
| 24   | Fryderyk Bedřich                             |          | 1141/2                  | 25 marca 1189            | pod koniec 1172                                  | wrzesień 1173 (Usunięty)               | Władysław II Przemyślida Gertruda Babenberg |
| 25   | Sobiesław II Soběslav II.                    |          | ok. 1128                | 29 stycznia 1180         | wrzesień 1173                                    | czerwiec 1178 (Usunięty)               | Sobiesław I Przemyślida Adelajda Węgierska  |
| (24) | Fryderyk Bedřich                             |          | 1141/2                  | 25 marca 1189            | czerwiec 1178                                    | 25 marca 1189                          | Władysław II Przemyślida Gertruda Babenberg |
| 26   | Konrad II Otto Konrád II. Ota                |          | 1136/41                 | 9 września 1191 Neapol   | 25 marca 1189                                    | 9 września 1191                        | Konrad II Znojemski Maria serbska           |
| 27   | Wacław II Václav II.                         |          | 1137                    | po 1192                  | 9 września 1191                                  | 1192                                   | Sobiesław I Przemyślida Adelajda Węgierska  |
| 28   | Przemysł Ottokar I Přemysl Otakar I.         |          | ok. 1155 Městec Králové | 15 grudnia 1230 Praga    | początek 1192                                    | czerwiec/sierpień 1193 (Usunięty)      | Władysław II Przemyślida Judyta Turyńska    |
| 29   | Henryk Brzetysław Jindřich Břetislav         |          | ?                       | 15 czerwca 1197 Cheb     | czerwiec/sierpień 1193                           | 15 czerwca 1197                        | Henryk Małgorzata                           |
| 30   | Władysław III Henryk Vladislav III. Jindřich |          | 1160/5                  | 12 sierpnia 1222 Znojmo  | 23 czerwca – 6 grudnia 1197 (Usunięty)           | 23 czerwca – 6 grudnia 1197 (Usunięty) | Władysław II Przemyślida Judyta Turyńska    |
| 28   | Przemysł Ottokar I Přemysl Otakar I.         |          | ok. 1155 Městec Králové | 15 grudnia 1230 Praga    | 6 grudnia 1197                                   | 15 sierpnia 1198                       | Władysław II Przemyślida Judyta Turyńska    |

## Królowie Czech
Przemysł Ottokar I 15 sierpnia 1198 otrzymał koronę z rąk króla rzymskiego Ottona IV, koronowany 24 sierpnia 1203, potwierdzenie koronacji przez papieża nastąpiło w 1204. 26 września 1212 z rąk cesarza Fryderyka II otrzymał w Bazylei Złotą Bullę Sycylijską, potwierdzającą dziedziczność korony czeskiej.

### Przemyślidzi
| Lp. | Imię                                   |          | Lata życia                | Lata życia                   | Czas rządów                               | Czas rządów      | Rodzice                                  |
| Lp. | Imię                                   | urodzony | zmarł                     | od                           | do                                        |                  | Rodzice                                  |
| --- | -------------------------------------- | -------- | ------------------------- | ---------------------------- | ----------------------------------------- | ---------------- | ---------------------------------------- |
| 28  | Przemysł Ottokar I Přemysl Otakar I.   |          | ok. 1155 Městec Králové   | 15 grudnia 1230 Praga        | 15 sierpnia 1198                          | 15 grudnia 1230  | Władysław II Przemyślida Judyta Turyńska |
| 31  | Wacław I Václav I.                     |          | 1205                      | 22 września 1253             | 15 grudnia 1230 Koregent od 6 lutego 1228 | 22 września 1253 | Przemysł Ottokar I Konstancja węgierska  |
| 32  | Przemysł Ottokar II Přemysl Otakar II. |          | ok. 1233                  | 26 sierpnia 1278 Suche Kruty | 22 września 1253                          | 26 sierpnia 1278 | Wacław I Kunegunda Hohenstauf            |
| 33  | Wacław II Václav II.                   |          | 17 września 1271 Praga    | 21 czerwca 1305 Praga        | 26 sierpnia 1278                          | 21 czerwca 1305  | Przemysł Ottokar II Kunegunda Halicka    |
| 34  | Wacław III Václav III.                 |          | 6 października 1289 Praga | 4 sierpnia 1306 Ołomuniec    | 21 czerwca 1305                           | 4 sierpnia 1306  | Wacław II Guta von Habsburg              |

### Dynastia karyncka
| Lp. | Imię                                |          | Lata życia | Lata życia                    | Czas rządów   | Czas rządów   | Rodzice                                |
| Lp. | Imię                                | urodzony | zmarł      | od                            | do            |               | Rodzice                                |
| --- | ----------------------------------- | -------- | ---------- | ----------------------------- | ------------- | ------------- | -------------------------------------- |
| 35  | Henryk Karyncki Jindřich Korutanský |          | ok. 1265   | 2 kwietnia 1335 Schloss Tirol | 1306 Usunięty | 1306 Usunięty | Meinhard II Tyrolski Elżbieta Bawarska |

### Habsburgowie
| Lp. | Imię                                   |          | Lata życia | Lata życia                 | Czas rządów | Czas rządów    | Rodzice                               |
| Lp. | Imię                                   | urodzony | zmarł      | od                         | do          |                | Rodzice                               |
| --- | -------------------------------------- | -------- | ---------- | -------------------------- | ----------- | -------------- | ------------------------------------- |
| 36  | Rudolf I Habsburg Rudolf I. Habsburský |          | 1281       | 3/4 lipca 1307 Horažďovice | 1306        | 3/4 lipca 1307 | Albrecht I Habsburg Elżbieta Tyrolska |

### Dynastia karyncka
| Lp. | Imię                                |          | Lata życia | Lata życia                    | Czas rządów      | Czas rządów      | Rodzice                                |
| Lp. | Imię                                | urodzony | zmarł      | od                            | do               |                  | Rodzice                                |
| --- | ----------------------------------- | -------- | ---------- | ----------------------------- | ---------------- | ---------------- | -------------------------------------- |
| 35  | Henryk Karyncki Jindřich Korutanský |          | ok. 1265   | 2 kwietnia 1335 Schloss Tirol | 15 sierpnia 1307 | 31 sierpnia 1310 | Meinhard II Tyrolski Elżbieta Bawarska |

### Luksemburgowie
| Lp. | Imię                                     |          | Lata życia                   | Lata życia                            | Czas rządów                                   | Czas rządów       | Rodzice                                      |
| Lp. | Imię                                     | urodzony | zmarł                        | od                                    | do                                            |                   | Rodzice                                      |
| --- | ---------------------------------------- | -------- | ---------------------------- | ------------------------------------- | --------------------------------------------- | ----------------- | -------------------------------------------- |
| 37  | Jan Luksemburski Jan Lucemburský         |          | 10 sierpnia 1296             | 26 sierpnia 1346 Crecy                | 1310                                          | 26 sierpnia 1346  | Henryk VII Luksemburski Małgorzata Brabancka |
| 38  | Karol I Karel I.                         |          | 14 maja 1316 Praga           | 28 listopada 1378 Praga               | 26 sierpnia 1346                              | 28 listopada 1378 | Jan Luksemburski Elżbieta Przemyślidka       |
| 39  | Wacław IV Václav IV.                     |          | 26 lutego 1361 Norymberga    | 16 sierpnia 1419 Nový hrad u Kunratic | 28 listopada 1378 Koregent od 15 czerwca 1363 | 16 sierpnia 1419  | Karol IV Luksemburski Anna Świdnicka         |
| 40  | Zygmunt Luksemburski Zikmund Lucemburský |          | 14/15 lutego 1368 Norymberga | 9 grudnia 1437 Znojmo                 | 16 sierpnia 1419                              | 9 grudnia 1437    | Karol IV Luksemburski Elżbieta Pomorska      |

### Habsburgowie
| Lp. | Imię                                      |          | Lata życia              | Lata życia                    | Czas rządów             | Czas rządów          | Rodzice                                    |
| Lp. | Imię                                      | urodzony | zmarł                   | od                            | do                      |                      | Rodzice                                    |
| --- | ----------------------------------------- | -------- | ----------------------- | ----------------------------- | ----------------------- | -------------------- | ------------------------------------------ |
| 41  | Albrecht Habsburg Albrecht Habsburský     |          | 10 sierpnia 1397 Wiedeń | 27 października 1439 Neszmély | 6 maja 1438             | 27 października 1439 | Albrecht IV Habsburg Joanna Zofia Bawarska |
| 42  | Władysław I Pogrobowiec Ladislav Pohrobek |          | 22 lutego 1440 Komárom  | 23 listopada 1457 Praga       | 18/20 października 1440 | 23 listopada 1457    | Albrecht II Habsburg Elżbieta Luksemburska |

### Podiebradowie
| Lp. | Imię                                |          | Lata życia                | Lata życia          | Czas rządów                           | Czas rządów   | Rodzice                    |
| Lp. | Imię                                | urodzony | zmarł                     | od                  | do                                    |               | Rodzice                    |
| --- | ----------------------------------- | -------- | ------------------------- | ------------------- | ------------------------------------- | ------------- | -------------------------- |
| 43  | Jerzy z Podiebradów Jiří z Poděbrad |          | 6 kwietnia 1420 Poděbrady | 22 marca 1471 Praga | 27 lutego/2 marca 1458 Regent od 1451 | 22 marca 1471 | Wiktoryn z Podiebradów ??? |

### Jagiellonowie
| Lp. | Imię                                             |          | Lata życia          | Lata życia              | Czas rządów                             | Czas rządów      | Rodzice                                        |
| Lp. | Imię                                             | urodzony | zmarł               | od                      | do                                      |                  | Rodzice                                        |
| --- | ------------------------------------------------ | -------- | ------------------- | ----------------------- | --------------------------------------- | ---------------- | ---------------------------------------------- |
| 44  | Władysław II Jagiellończyk Vladislav Jagellonský |          | 1 marca 1456 Kraków | 13 marca 1516 Buda      | 27 maja 1471                            | 13 marca 1516    | Kazimierz IV Jagiellończyk Elżbieta Rakuszanka |
| 45  | Ludwik Jagiellończyk Ludvík Jagellonský          |          | 1 lipca 1506 Praga  | 29 sierpnia 1526 Mohacz | 13 marca 1516 Koregent od 11 marca 1509 | 29 sierpnia 1526 | Władysław II Jagiellończyk Anna de Foix        |

### Habsburgowie
| Lp. | Imię                       |          | Lata życia            | Lata życia                     | Czas rządów                                                     | Czas rządów                                                     | Rodzice                                  |
| Lp. | Imię                       | urodzony | zmarł                 | od                             | do                                                              |                                                                 | Rodzice                                  |
| --- | -------------------------- | -------- | --------------------- | ------------------------------ | --------------------------------------------------------------- | --------------------------------------------------------------- | ---------------------------------------- |
| 46  | Ferdynand I Ferdinand I.   |          | 10 marca 1503 Madryt  | 25 lipca 1564 Wiedeń           | 24 października 1526                                            | 25 lipca 1564                                                   | Filip I Piękny Joanna Szalona            |
| 47  | Maksymilian Maxmilián      |          | 31 lipca 1527 Wiedeń  | 12 października 1576 Ratyzbona | 25 lipca 1564 Koregent od 20 września 1562                      | 12 października 1576                                            | Ferdynand I Habsburg Anna Jagiellonka    |
| 48  | Rudolf II Rudolf II.       |          | 18 lipca 1552 Wiedeń  | 20 stycznia 1612 Praga         | 12 października 1576                                            | kwiecień 1611 Abdykował                                         | Maksymilian II Habsburg Maria Hiszpańska |
| 49  | Maciej Matyáš              |          | 24 lutego 1557 Wiedeń | 20 marca 1619 Wiedeń           | kwiecień 1611                                                   | 20 marca 1619                                                   | Maksymilian II Habsburg Maria Hiszpańska |
| 50  | Ferdynand II Ferdinand II. |          | 9 lipca 1578 Graz     | 15 lutego 1637 Wiedeń          | 20 marca – 19 sierpnia 1619 Koregent od 5 czerwca 1617 Usunięty | 20 marca – 19 sierpnia 1619 Koregent od 5 czerwca 1617 Usunięty | Karol Styryjski Maria Anna Bawarska      |

### Wittelsbachowie
| Lp. | Imię                            |          | Lata życia                   | Lata życia                 | Czas rządów      | Czas rządów               | Rodzice                                             |
| Lp. | Imię                            | urodzony | zmarł                        | od                         | do               |                           | Rodzice                                             |
| --- | ------------------------------- | -------- | ---------------------------- | -------------------------- | ---------------- | ------------------------- | --------------------------------------------------- |
| 51  | Fryderyk Reński Fridrich Falcký |          | 16 sierpnia 1596 Deinschwang | 29 listopada 1632 Moguncja | 26 sierpnia 1619 | 8 listopada 1620 Usunięty | Fryderyk IV (palatyn reński) Luiza Julianna Orańska |

### Habsburgowie
| Lp.  | Imię                                  |          | Lata życia                 | Lata życia                  | Czas rządów                                  | Czas rządów          | Rodzice                                                 |
| Lp.  | Imię                                  | urodzony | zmarł                      | od                          | do                                           |                      | Rodzice                                                 |
| ---- | ------------------------------------- | -------- | -------------------------- | --------------------------- | -------------------------------------------- | -------------------- | ------------------------------------------------------- |
| (50) | Ferdynand II Ferdinand II.            |          | 9 lipca 1578 Graz          | 15 lutego 1637 Wiedeń       | 8 listopada 1620                             | 15 lutego 1637       | Karol Styryjski Maria Anna Bawarska                     |
| 52   | Ferdynand III Ferdinand III.          |          | 13 lipca 1608 Graz         | 2 kwietnia 1657 Wiedeń      | 15 lutego 1637 Koregent od 22 listopada 1627 | 2 kwietnia 1657      | Ferdynand II Habsburg Maria Anna Bawarska               |
| 53   | Ferdynand IV Ferdinand IV. (koregent) |          | 8 września 1633 Wiedeń     | 9 lipca 1654 Wiedeń         | 5 sierpnia 1646                              | 9 lipca 1654         | Ferdynand III Habsburg Maria Anna Habsburg              |
| 54   | Leopold I Leopold I.                  |          | 9 czerwca 1640 Wiedeń      | 5 maja 1705 Wiedeń          | 2 kwietnia 1657 Koregent od 14 września 1656 | 5 maja 1705          | Ferdynand III Habsburg Maria Anna Habsburg              |
| 55   | Józef I Josef I.                      |          | 26 lipca 1678 Wiedeń       | 17 kwietnia 1711 Wiedeń     | 5 maja 1705                                  | 17 kwietnia 1711     | Leopold I Habsburg Eleonora Magdalena von Pfalz-Neuburg |
| 56   | Karol II Karel II.                    |          | 1 października 1685 Wiedeń | 20 października 1740 Wiedeń | 17 kwietnia 1711                             | 20 października 1740 | Leopold I Habsburg Eleonora Magdalena von Pfalz-Neuburg |

### Wittelsbachowie
| Lp. | Imię                                   |          | Lata życia               | Lata życia                 | Czas rządów    | Czas rządów | Rodzice                                          |
| Lp. | Imię                                   | urodzony | zmarł                    | od                         | do             |             | Rodzice                                          |
| --- | -------------------------------------- | -------- | ------------------------ | -------------------------- | -------------- | ----------- | ------------------------------------------------ |
| 57  | Karol III Bawarski Karel III. Bavorský |          | 6 sierpnia 1697 Bruksela | 20 stycznia 1745 Monachium | 8 grudnia 1741 | 1743        | Maksymilian II Emanuel Teresa Kunegunda Sobieska |

### Habsburgowie
| Lp. | Imię                       |          | Lata życia          | Lata życia               | Czas rządów          | Czas rządów       | Rodzice                                                   |
| Lp. | Imię                       | urodzony | zmarł               | od                       | do                   |                   | Rodzice                                                   |
| --- | -------------------------- | -------- | ------------------- | ------------------------ | -------------------- | ----------------- | --------------------------------------------------------- |
| 58  | Maria Teresa Marie Terezie |          | 13 maja 1717 Wiedeń | 29 listopada 1780 Wiedeń | 20 października 1740 | 29 listopada 1780 | Karol III Habsburg Elżbieta von Braunschweig-Wolfenbüttel |

### Dom Habsbursko-Lotaryński[9]
| Lp. | Imię                                          |          | Lata życia                            | Lata życia                   | Czas rządów                                    | Czas rządów              | Rodzice                                              |
| Lp. | Imię                                          | urodzony | zmarł                                 | od                           | do                                             |                          | Rodzice                                              |
| --- | --------------------------------------------- | -------- | ------------------------------------- | ---------------------------- | ---------------------------------------------- | ------------------------ | ---------------------------------------------------- |
| 59  | Józef II Josef II.                            |          | 13 marca 1741 Wiedeń                  | 20 lutego 1790 Wiedeń        | 29 listopada 1780 Koregent od 23 września 1765 | 20 lutego 1790           | Franciszek I Lotaryński Maria Teresa Habsburg        |
| 60  | Leopold II Leopold II.                        |          | 5 maja 1747 Wiedeń                    | 1 marca 1792 Wiedeń          | 20 lutego 1790                                 | 1 marca 1792             | Franciszek I Lotaryński Maria Teresa Habsburg        |
| 61  | Franciszek František                          |          | 12 lutego 1768 Florencja              | 2 marca 1835 Wiedeń          | 1 marca 1792                                   | 2 marca 1835             | Leopold II Habsburg Maria Ludwika Hiszpańska         |
| 62  | Ferdynand V Dobrotliwy Ferdinand V. Dobrotivý |          | 19 kwietnia 1793 Wiedeń               | 29 czerwca 1875 Praga        | 2 marca 1835                                   | 2 grudnia 1848 Abdykował | Franciszek I Habsburg Maria Teresa Burbon-Sycylijska |
| 63  | Franciszek Józef I František Josef I.         |          | 18 sierpnia 1830 Schönbrunn           | 21 listopada 1916 Schönbrunn | 2 grudnia 1848                                 | 21 listopada 1916        | Franciszek Karol Habsburg Zofia Wittelsbach          |
| 64  | Karol III Karel III.                          |          | 17 sierpnia 1887 Persenbeug-Gottsdorf | 1 kwietnia 1922 Funchal      | 21 listopada 1916                              | 12 listopada 1918        | Otto Franciszek Austriacki Maria Józefa Saska        |